# NGC 7840
NGC 7840 je spirální galaxie v souhvězdí Ryb. Její zdánlivá jasnost je 15,2m a úhlová velikost 0,4′ × 0,3′. Galaxii objevil Albert Marth 29. listopadu 1864. Je poslední položkou katalogu New General Catalogue. Na obloze se nachází blízko dalších slabých galaxií, jako například NGC 3.